# Zeeuwse Schaakbond
De Zeeuwse Schaakbond (ZSB) werd op 28 maart 1933 in Middelburg opgericht. De ZSB is als regionale bond géén onderbond van de Koninklijke Nederlandse Schaakbond, maar is wel aangesloten bij deze landelijke vereniging.

## Oprichting
De Zeeuwse schaakbond werd opgericht door de propagandacommissie der Middelburgsche Schaakvereeniging. De leden van deze commissie vormden tevens het eerste bestuur van de nieuwe bond; H. Strooband werd voorzitter, secretaris en penningmeester werd P.M. de Kleyn, terwijl J.J. Mullié en J. Scheltens als lid van het bestuur startten. In de oprichtingsvergadering werd besloten de Nederlandse Schaakbond, de pers, en alle bestaande verenigingen in Zeeland op de hoogte te stellen van de oprichting. Getracht zou worden alle bestaande verenigingen zich te laten aansluiten. De vereniging werd opgericht om het schaakspel in Zeeland te stimuleren.

## Eerste jaren
Gedurende de eerste jaren van het bestaan van de schaakbond sluiten verschillende verenigingen zich aan. Voor de Tweede Wereldoorlog nog uit de directe omgeving van Middelburg, waarschijnlijk vanwege de destijds nog slechte verbindingen met Schouwen-Duiveland en Zeeuws-Vlaanderen. Als een van zijn eerste activiteiten organiseert de schaakbond op 23 oktober 1935 een simultaan tegen Sawielly Tartakower. Een competitie voor verenigingen wordt ingericht, evenals een persoonlijk kampioenschap.
In de oorlogsjaren loopt het ledental van de bond fors terug, en wordt het lastig om wedstrijden te organiseren. De activiteiten komen echter niet volledig stil te liggen.

## Clubkampioenschap
Vanaf 1937 wordt er een clubkampioenschap georganiseerd waarvoor de belangstelling na de oorlogsjaren sterk toeneemt. Onderstaande lijst geeft de clubkampioenen weer. Hierbij moet aangetekend worden dat het sterkste team van Zeeland vaak niet uitkwam in de ZSB-competitie, maar in een zwaardere KSNB-competitie. De teams van Middelburg, Terneuzen, Vlissingen en Zierikzee promoveerden om beurten naar de KNSB-klasse, om even zo vaak terug te vallen. In een reactie hierop probeerde de ZSB een Zeeuws team samen te stellen waarin de sterkste spelers uit Zeeland zouden uitkomen. Na lang praten lukte het in 1968 om "Vlissingen A" op te stellen, maar in 1970 degradeerde ook dit team en was het Zeeuws team weer voorbij. Vanaf het seizoen 2018/2019 zal de Hoofdklasse en de Promotieklasse ophouden te bestaan. Deze zullen opgaan in respectievelijk de 4e en 5e klasse KNSB.

### Clubkampioenen van Zeeland
| jaar | vereniging    | jaar | vereniging        | jaar | vereniging                      | jaar | vereniging                       | jaar | vereniging     |
| ---- | ------------- | ---- | ----------------- | ---- | ------------------------------- | ---- | -------------------------------- | ---- | -------------- |
| 1937 | Middelburg    | 1957 | Terneuzen         | 1977 | Het Witte Paard Sas van Gent I  | 1997 | Vlissingen I                     | 2017 | Landau Axel II |
| 1938 | Middelburg    | 1958 | Middelburg        | 1978 | Het Witte Paard Sas van Gent II | 1998 | Het Witte Paard Sas van Gent III | 2018 | Landau Axel II |
| 1939 | Middelburg    | 1959 | Middelburg        | 1979 | Middelburg                      | 1999 | Vlissingen I                     |      |                |
| 1940 | niet gespeeld | 1960 | Vlissingen        | 1980 | Middelburg                      | 2000 | Souburg I                        |      |                |
| 1941 | niet gespeeld | 1961 | Middelburg        | 1981 | Vlissingen                      | 2001 | Terneuzen I                      |      |                |
| 1942 | niet gespeeld | 1962 | Zierikzee         | 1982 | Het Witte Paard Sas van Gent II | 2002 | Vlissingen I                     |      |                |
| 1943 | niet gespeeld | 1963 | Vlissingen        | 1983 |                                 | 2003 | Landau Axel I                    |      |                |
| 1944 | niet gespeeld | 1964 | Vlissingen        | 1984 |                                 | 2004 | Middelburg II                    |      |                |
| 1945 | niet gespeeld | 1965 | V.S.V. (Sluiskil) | 1985 |                                 | 2005 | Het Witte Paard Sas van Gent III |      |                |
| 1946 | Middelburg    | 1966 | Goes              | 1986 |                                 | 2006 | Landau Axel I                    |      |                |
| 1947 | Terneuzen     | 1967 | Zierikzee         | 1987 |                                 | 2007 | Goes I                           |      |                |
| 1948 | Goes          | 1968 | Vlissingen        | 1988 |                                 | 2008 | Landau Axel I                    |      |                |
| 1949 | Terneuzen     | 1969 | Goes              | 1989 |                                 | 2009 | Middelburg I                     |      |                |
| 1950 | Terneuzen     | 1970 | Goes              | 1990 |                                 | 2010 | Goes I                           |      |                |
| 1951 | Goes          | 1971 | Goes              | 1991 |                                 | 2011 | Middelburg I                     |      |                |
| 1952 | Terneuzen     | 1972 | Middelburg        | 1992 |                                 | 2012 | Landau Axel I                    |      |                |
| 1953 | Terneuzen     | 1973 | Middelburg        | 1993 |                                 | 2013 | Middelburg I                     |      |                |
| 1954 | Terneuzen     | 1974 | V.S.V. (Sluiskil) | 1994 |                                 | 2014 | Goes I                           |      |                |
| 1955 | Middelburg    | 1975 | Goes              | 1995 | Terneuzen I                     | 2015 | Landau Axel II                   |      |                |
| 1956 | Zierikzee     | 1976 | Goes II           | 1996 | Middelburg I                    | 2016 | HWP Sas van Gent IV              |      |                |

Niet alle hierboven genoemde clubs spelen nog op landelijk niveau. Op dit moment speelt Het Witte Paard I in de eerste klasse, Het Witte Paard II in de tweede klasse en spelen Souburg I, Landau Axel I, Goes I en Het Witte Paard III in de derde klasse. In de Zeeuwse Hoofdklasse spelen Landau Axel II, ScheldeSchaak (combinatieteam van SVWZV (Oostburg) en Schaakclub Terneuzen), Souburg II, De Zwarte Dame I (Kruiningen), Middelburg I en Goes II. In de Promotieklasse spelen Landau Axel III, Bergen op Zoom III, HWP Sas van Gent IV, Middelburg II, De Zwarte Dame II en Goes III.

## Aangesloten verenigingen
Onderstaande verenigingen zijn of waren aangesloten bij de Zeeuwse Schaakbond.
| vereniging                            | plaats              | bestaan               | bijzonderheden                                                                             | website                    |
| ------------------------------------- | ------------------- | --------------------- | ------------------------------------------------------------------------------------------ | -------------------------- |
| SV Breskens                           | Breskens            | 1949-1960             | gefuseerd met SV Kadzand, maar nooit officieel opgeheven                                   |                            |
| Denk en zet                           | Scherpenisse        | sinds 1983            | tot 1989 lid van de Noord-Brabantse Schaakbond                                             | www.svdez.nl               |
| Goese SV                              | Goes                | sinds 15-06-1910      |                                                                                            | www.svgoes.nl              |
| SV Hulst                              | Hulst               | januari 1973-????     | heropgericht; bestond voor 1973 ook al een keer                                            |                            |
| SV Kadzand                            | Cadzand             | jaren 40-1960         | gefuseerd met SV Breskens                                                                  |                            |
| SV Kadzand en Breskens                | Breskens            | 1960-1965             | in 1965 verhuisd naar Oostburg onder de naam 'S.V. W.Z.V.', maar nooit officieel opgeheven |                            |
| SV Kamperland                         | Kamperland          | 3-05-1963-????        |                                                                                            |                            |
| SV Koudekerke                         | Koudekerke          | sinds 15-01-1935      |                                                                                            | www.svkoudekerke.nl        |
| SV Middelburg                         | Middelburg          | sinds 14-12-1907      |                                                                                            | www.svmiddelburg.nl        |
| Oostburg                              | Oostburg            | 1932-1957             |                                                                                            |                            |
| Oostburgsche Dam- en Schaakvereniging | Oostburg            | jaren 60 – jaren 70   |                                                                                            |                            |
| DSO Oostkapelle                       | Oostkapelle         | sinds 21 januari 1971 |                                                                                            | schaakclubdso.weebly.com   |
| De Scheldeschaker                     | Wemeldinge          | 5-09-1974-1996        | Na opheffing gingen enkele schakers over naar De Zwarte Dame.                              |                            |
| S. Landau Axel                        | Axel                | sinds 17-07-1946      | vernoemd naar Salo Landau                                                                  | www.landau-axel.nl         |
| De Sluise Toren                       | Sluis               | 6-03-1981-1995        | bestond eerder al van 1949-1953                                                            |                            |
| S.K. Souburg                          | Oost-Souburg        | sinds 22-10-1976      | heropgericht, bestond in jaren 1950                                                        | www.sksouburg.net          |
| S.C. Terneuzen                        | Terneuzen           | sinds 16-02-1911      |                                                                                            | www.schaakclubterneuzen.nl |
| Tot Ons Genoegen                      | Bruinisse           | sept. 1952-????       |                                                                                            |                            |
| SV De Vesting                         | Hulst               | sinds 2013            |                                                                                            | www.svdevesting.nl         |
| SV Vlissingen                         | Vlissingen          | sinds april 1882      |                                                                                            |                            |
| De Vrije Pion                         | 's-Heer Arendskerke | jaren 30 – jaren 80   |                                                                                            |                            |
| Het Witte Paard Sas van Gent          | Sas van Gent        | sinds 14-09-1955      |                                                                                            | www.hwpsasvangent.nl       |
| SV Zierikzee                          | Zierikzee           | sinds 20-03-1912      |                                                                                            | www.svzierikzee.nl         |
| SV De Zwarte Dame                     | Kruiningen          | sinds september 1956  |                                                                                            | dezwartedame.nl            |

Bovenstaande tabel is nog niet volledig. Er waren in ieder geval nog verenigingen te 's-Gravenpolder, Hansweert (Max Euwe), Kapelle (V.U.K.), Hoek, Nieuwdorp (De Burcht), Sluiskil (V.S.V.), Meliskerke (De Scheve Toren), Yerseke (De Pion), Wemeldinge (Seolto) en Zuidzande. Verder ontstonden in de jaren 30 ook zogenaamde 'Arbeiders Schaakverenigingen', zoals in Vlissingen. Grotere clubs probeerden deze arbeidersschaakverenigingen in te lijven, maar dat mislukte vaak door het grote standsverschil.